# Lotta ai Giochi della XVII Olimpiade
Le competizioni di lotta dei Giochi della XVII Olimpiade si tennero presso la Basilica di Massenzio a Roma dal 26 al 31 agosto 1960 per quanto riguarda le 8 categorie della lotta greco-romana e dal 1º al 6 settembre 1960 per le 8 categorie della lotta libera.
Come a Melbourne 1956 le categorie erano le seguenti:
| Categoria          | Peso         |
| ------------------ | ------------ |
| Pesi mosca         | Fino a 52 kg |
| Pesi gallo         | Fino a 57 kg |
| Pesi piuma         | Fino a 62 kg |
| Pesi leggeri       | Fino a 67 kg |
| Pesi welter        | Fino a 73 kg |
| Pesi medi          | Fino a 79 kg |
| Pesi medio-massimi | Fino a 87 kg |
| Pesi massimi       | Oltre 87 kg  |

## Podi
| Evento                        | Oro                | Argento              | Bronzo              |
| Lotta greco-romana            |                    |                      |                     |
| Pesi mosca (dettagli)         | Dumitru Pârvulescu | Osman El-Sayed       | Mohamed Paziraie    |
| Pesi gallo (dettagli)         | Oleg Karavayev     | Ion Cernea           | Dinko Petrov        |
| Pesi piuma (dettagli)         | Müzahir Sille      | Imre Polyák          | Konstantin Vyrupaev |
| Pesi leggeri (dettagli)       | Avtandil Koridze   | Branko Martinović    | Gustav Freij        |
| Pesi welter (dettagli)        | Mithat Bayrak      | Günther Maritschnigg | René Schiermeyer    |
| Pesi medi (dettagli)          | Dimitǎr Dobrev     | Lothar Metz          | Ion Țăranu          |
| Pesi medio-massimi (dettagli) | Tevfik Kış         | Krali Bimbalov       | Givi K'art'ozia     |
| Pesi massimi (dettagli)       | Ivan Bogdan        | Wilfried Dietrich    | Bohumil Kubát       |
| Lotta libera                  |                    |                      |                     |
| Pesi mosca (dettagli)         | Ahmet Bilek        | Masayuki Matsubara   | Ebrahim Seifpour    |
| Pesi gallo (dettagli)         | Terrence McCann    | Neždet Zalev         | Tadeusz Trojanowski |
| Pesi piuma (dettagli)         | Mustafa Dağıstanlı | Stančo Kolev         | Vladimir Rubašvili  |
| Pesi leggeri (dettagli)       | Shelby Wilson      | Vladimir Sinjavskij  | Enju Vălčev         |
| Pesi welter (dettagli)        | Douglas Blubaugh   | İsmail Ogan          | Muhammad Bashir     |
| Pesi medi (dettagli)          | Hasan Güngör       | Giorgi Skhirt'ladze  | Hans Antonsson      |
| Pesi medio-massimi (dettagli) | İsmet Atlı         | Gholam Reza Takhti   | Anatolij Albul      |
| Pesi massimi (dettagli)       | Wilfried Dietrich  | Hamit Kaplan         | Savkuz Dzarasov     |

## Medagliere
| Posizione | Paese                     |    |    |    | Totale |
| --------- | ------------------------- | -- | -- | -- | ------ |
| 1         | Turchia                   | 7  | 2  | 0  | 9      |
| 2         | Unione Sovietica          | 3  | 2  | 5  | 10     |
| 3         | Stati Uniti               | 3  | 0  | 0  | 3      |
| 4         | Bulgaria                  | 1  | 3  | 2  | 6      |
| 5         | Squadra Unificata Tedesca | 1  | 3  | 0  | 4      |
| 6         | Romania                   | 1  | 1  | 1  | 3      |
| 7         | Iran                      | 0  | 1  | 2  | 3      |
| 8         | Ungheria                  | 0  | 1  | 0  | 1      |
| 8         | Giappone                  | 0  | 1  | 0  | 1      |
| 8         | Rep. Araba Unita          | 0  | 1  | 0  | 1      |
| 8         | Jugoslavia                | 0  | 1  | 0  | 1      |
| 12        | Svezia                    | 0  | 0  | 2  | 2      |
| 13        | Francia                   | 0  | 0  | 1  | 1      |
| 13        | Pakistan                  | 0  | 0  | 1  | 1      |
| 13        | Polonia                   | 0  | 0  | 1  | 1      |
| 13        | Cecoslovacchia            | 0  | 0  | 1  | 1      |
| Totale    | Totale                    | 16 | 16 | 16 | 48     |